# 전설 비원순 저모음
전설 비원순 저모음(前舌 非圓脣 低母音) 또는 전설 평순 개모음(前舌 平脣 開母音)은 모음의 하나이다.
- 이 모음은 혀의 위치를 닿소리가 되지 않을 정도로 앞으로 해서 발음하는 전설모음이다.
- 이 모음은 입술을 둥글게 하지 않고 발음하는 비원순모음이다.
- 이 모음은 닿소리가 되지 않을 정도로 혀의 위치를 낮춰서 발음하는 저모음이다.

### 예시
| 언어                             | 철자   | 발음      | 뜻           | 비고                              |
| 표준 네덜란드어                  | aas    | [aːs]     | '미끼'       | 전설 또는 중설모음으로 소리가 남. |
| 퀘벡 프랑스어                    | arrêt  | [aʁɛ]     | '멈춤'       |                                   |
| 표준 아프리칸스어                | dak    | [da̠k]     | '지붕'       | 근전설 모음.                      |
| 오스트레일리아 영어, 캐나다 영어 | hat    | [hat]     | '모자'       |                                   |
| 이보어                           | ákụ    | [ákú̙]     | '알맹이'     |                                   |
| 타갈로그어                       | dalaga | [dɐ'laɰɐ] | '아가씨'     |                                   |
| 추바시어                         | сас    | [sas]     | '소리, 소음' |                                   |